# Техно викинг
Техно Викинг (енгл. Techno Viking) је интернет мим заснован на видео снимку са Факпараде (енгл. Fuckparade) 2000. у Берлину, Немачка.

## Резиме
Четвороминутни видео који је снимио експериментални видео уметник Матијас Фрич на Факпаради 8. јула 2000. почиње насловом „Kneecam No. 1“. Камера је на групи људи који плешу са плавокосом женом испред. Мушкарац наиђе на сцену и зграби жену. Човек голих груди (колоквијално познат као Техно Викинг) који носи Мјолнир привезак улази на сцену док се окреће том човеку. Хвата га за руке и камера га прати, приказујући сукоб. Човек голих груди гура момка назад у правцу у ком је дошао. Гледа га строго, а затим упире прстом у њега, осигуравајући да се понаша. Затим камера прати човека голих груди док се техно парада наставља. Други посматрач долази са задње стране сцене и нуди му преокренуту флашу воде. Како се ситуација смирује, човек голих груди почиње да плеше улицом Росентхалер уз техно музику.

## Пријем и пуштање
Фрич је видео снимак поставио на интернет 2001. Фрич је намеравао да постави питање да ли је акција стварна или намештена. Године 2006. непознати корисник га је поново објавио на Јутјубу, а постао је виралан 2007. Према Фрич-у, његова популарност је почела на једном централноамеричком порнографском сајту. Након што је објављен на Break.com, достигао је врхунац 28. септембра са више од милион прегледа дневно и гледало га је преко 10 милиона људи током 6 месеци. Објављено је више од 700 реакција и уређених верзија. Био је то клип број 1 у трећој епизоди серије Rude Tube "Drink and Drugs". Метју Кален и Визер су хтели да укључе Техно Викинга у своју компилацију интернет мимова за музички спот „Pork and Beans“, али нису могли. До средине 2010. видео је генерисао преко 20 милиона прегледа само на Јутјубу; од јануара 2013. оригинална верзија је имала више од 16 милиона прегледа.
Фрич је поставио инсталацију и онлајн Тецхо Викинг Архиву „да би истражио стратегије партиципативне праксе у дигиталним друштвеним мрежама“  и одржао предавања о пријему видеа. Његов пројекат Music from the Masses је сугерисан искуством Техно Викинга: он истражује веб сарадњу обезбеђујући неме филмове за уметнике да обезбеде звучне записе. Као одговор на правни поступак човека приказаног у видео снимку, приступ самом видео снимку Техно Викинга је ограничен, а белешке на Јутјубу блокиране од краја 2009.

## Идентитет и тужба
Фрич није знао име тог човека у време снимања. Човек који се појавио у емисији „Bodybuilding“ 2009. године у сегменту немачке телевизијске емисије Raab in Gefahr  је узет за Техно Викинга. 2008. године, фанови су тврдили да је ММА борац Кеитх Јардине био техно викинг. Адвокат Техно Викинга тврди да његов клијент никада није био јавна личност и да није желео да то постане.
Судски поступак неименованог човека против Фрича због повреде права личности покренут је у Берлину 17. јануара 2013. У јуну је донета одлука за тужиоца и Фричу је наложено да том човеку исплати 13.000 евра одштете, скоро сву коју је зарадио од реклама на Јутјубу и продаје Техно Викинг робе, плус 10.000 евра судских трошкова и да обустави објављивање своје слике.

## Документарни филм
Фрич је прикупио новац помоћу кампање прикупљања средстава за снимање документарног филма о том случају, "The Story of Technoviking".